# Purpleman
Anthony Peter Jones, beter bekend als Purpleman en Peter Yellow (4 januari 1962 - 19 augustus 2020) was een Jamaicaanse reggaemuzikant/DJ.
Purpleman werd geboren in het Waterhouse District in Kingston. Hij was, samen met Yellowman en King Mellow Yellow, een van drie impactvolle albino reggae-DJ's in de jaren 80 . 
Jones was actief in de rootsreggae en in het commerciëlere dancehall. Zijn eerste LP "Hot" werd in 1982 uitgebracht. In de jaren daarna bracht hij nog meer platen uit in samenwerking met andere bekende reggaeartiesten als Yellowman, Sister Nancy en U-Brown. Ook trad hij op als DJ in het sound system van King Jammy. Hij was actief tot in de jaren 1990. In 2014 maakte hij als DJ-veteraan een comeback met een nieuw album getiteld "Home once more".
Op 19 augustus 2020 overleed Jones aan de gevolgen van COVID-19.

## Discografie
| Album                                            | Jaar | Uitgebracht als | In samenwerking met               |
| ------------------------------------------------ | ---- | --------------- | --------------------------------- |
| Hot                                              | 1982 | Peter Yellow    |                                   |
| The Yellow, The Purple, The Nancy                | 1982 | Purpleman       | Yellowman & Fathead, Sister Nancy |
| Laserbeam                                        | 1983 | Purpleman       | Sister Candy                      |
| Sly-Robbie + The Taxi Gang V Purpleman + Friends | 1983 | Purpleman       | Sly & Robbie, The Taxi Gang       |
| Purpleman Saves Pappa Tollo In A Dancehall       | 1983 | Purpleman       | Pappa Tollo                       |
| Show-down vol. 5                                 | 1984 | Purpleman       | Yellowman & Fathead               |
| Home Once More                                   | 2014 | Purpleman       |                                   |
| Confessions                                      | 1983 | Yellowman       |                                   |
| Living Legend                                    | 2008 | Yellowman       |                                   |
| DJ Confrontation                                 | 1982 | Peter Yellow    | U. Brown                          |
| Ressurection                                     | 2018 | Purpleman       |                                   |
| The Dancehall General                            | 2017 | Purpleman       |                                   |